# Аруч
Ару́ч (вірм. Արուճ) — село в марзі Арагацотн, на заході Вірменії. Село розташоване за 50 км на північний захід від Єревана, за 27 км на захід від Аштарака і за 24 км на південний схід від Таліна, поруч із селами Шамірам, Кош і Агарак. У селі розташована одна з найбільших церков у Вірменії — Собор Св. Григорія, побудований в 641 році. У VII столітті тут була резиденція правителя Вірменії Григора Маміконяна, що включала крім фортеці кілька великих, монументальних цивільних і культових будівель. Купол церкви був зруйнований і тепер куполом для неї служить відкрите небо, що є як би продовженням фресок VII століття, одного разу майстерно розмальованих на стінах церкви. Поруч з церквою — руїни трьохнефної базиліки Катогіке (VII століття), будівлі палацу з колонним залом і зовнішньої галереєю (680-і рр.), Склепінчаста каплиця (XII-XIII ст.). У віддаленні від них розташовані руїни замку (XII-XII ст.), Поруч з трасою М-1, перед поворотом в Аруч — караван-сарай (XIII століття).